# Исабаев, Темиргали
Исабаев Темиргали (3 января 1920 — 19 января 1996) — участник Великой Отечественной войны, разведчик 108-й отдельной гвардейской разведывательной роты (2-я гвардейская стрелковая дивизия, 2-я гвардейская армия, 3-й Белорусский фронт), гвардии старшина. Один из 29-и полных кавалеров, награждённых четырьмя орденами Славы (двумя орденами Славы 3-й степени).

## Биография
Родился 3 января 1920 года в сельхозартели «Сарой» в крестьянской семье. Казах по национальности. Окончил 7 классов. Трудился в колхозе.
В 1940 году был призван в Красную Армию. Участник Великой Отечественной войны с августа 1941 года. Боевое крещение получил на дальних подступах к Москве, стал наводчиком противотанкового ружья. В октябре получил тяжелое ранение и почти полгода провел в госпиталях. Летом 1942 года, после выздоровления, был направлен на Северный Кавказ. В боях под Моздоком бронебойщик Исабаев подбил 3 вражеских танка, но и сам был ранен. Третье ранение получил под станицей Крымской. Каждый раз после госпиталя возвращался в другую часть.
Приказом от 18 января 1944 года Исабаев Темиргали был награждён орденом Славы 3-й степени (награда вручена после войны). Выписавшись после очередного ранения, прибыл в 82-й гвардейский стрелковый полк (32-я гвардейская стрелковая дивизия, Приморская армия). В составе полка бронебойщик гвардии сержант Исабаев отличился в боях за освобождение Крыма весной 1944 года.
В начале апреля 1944 года боях на Крымском полуострове поразил из ПТР несколько целей, в том числе вражеского снайпера. 18 апреля 1944 года вблизи села Новые Шули (7 км юго-восточнее Севастополя) в числе первых ворвался в расположение противника. Гранатами забросал находившихся в траншее гитлеровцев, уничтожив 8 вражеских солдат. Был представлен к награждению орденом Славы вновь 3-й степени.
При штурме Сапун-горы гвардии сержант Исабаев шел в первых рядах атакующих, уничтожая из своего ПТР пулеметные точки, расчищая путь пехоте. В бою за безымянную высоту 26 апреля 1944 года, будучи в числе передовых наступающих стрелков, поднялся в атаку и достиг вершины высоты, прямой наводкой из ПТР расстреливал отступающих фашистов. При штурме Сапун-горы под обстрелом противника выдвинулся вперед стрелковых подразделений и из ПТР вел огонь по огневым точкам противника, мешавшим нашему продвижению. В этом бою уничтожил четыре пулеметные точки, вывел из строя три зенитные установки.
Приказом от 30 апреля 1944 года гвардии сержант Исабаев Темиргали награждён орденом Славы 3-й степени.
Приказом от 3 июня 1944 года за личное мужество, героизм, инициативу, проявленные в боях за город Севастополь гвардии сержант Исабаев Темиргали награждён орденом славы 2-й степени.
После освобождения Севастополя гвардеец расстался с ПТР и был зачислен разведчиком 18-й гвардейской отдельной роты 2-й гвардейской Таманской стрелковой дивизии. В составе разведоты прошел до конца войны, освобождал Польшу, Восточную Пруссию, Кенигсберг.
16 апреля 1945 года в районе местечка Гермау (10 км северо-западнее города Фишхаузен) разведчики столкнулись с подразделением противника. Несмотря на явное превосходство фашистов, разведчики приняли бой. В короткой схватке враг потерял девятнадцать своих солдат, из которых семь уничтожил командир группы гвардии старшина Исабаев. Сорок гитлеровцев разведчики захватили в плен, также им достались трофеи - восемь автомашин, два мотоцикла, станковый пулемет и четырнадцать винтовок.
День Победы Темиргали Исабаев встретил в Кенигсберге. 24 июня 1945 году он участвовал в историческом Параде Победы на Красной площади в Москве. Продолжил службу в армии.
Указом Президиума Верховного Совета СССР от 29 июня 1945 года за исключительное мужество, отвагу и бесстрашие, проявленные на заключительном этапе Великой Отечественной войны в боях с гитлеровскими захватчиками гвардии старшина Исабаев Темиргали награждён орденом Славы 1-й степени. Стал полным кавалером ордена Славы.
В 1946 году гвардии старшина Исабаев демобилизован. Член ВКП(б)/КПСС с 1946 года. Жил в посёлке Кировский Кировского района Талды-Курганской области. Работал экспедитором в Кировском сельпо, затем в передвижной механизированной колонне.  
Скончался 19 января 1996 года.

## Награды
- Орден Славы 1-й степени (№ 1358)
- Орден Славы 2-й степени (№ 3894)
- Два ордена Славы 3-й степени (№ 47972 и № ?)
- Орден Красной Звезды
- Орден Отечественной войны 1-й степени
- Две медали «За отвагу»
- Другие медали

## Память
В соответствии с постановлением Правительства Республики Казахстан от 31 мая 2006 года № 480 имя полного кавалера ордена Славы Темиргали Исабаева присвоено Теректинской средней школе № 4 Коксуского района Алматинской области.